# Alonso de Ribera
Alonso de Ribera (Castella, fl. 1523-1565) va ser un noble i servidor reial castellà.
Va ser fill de Diego de Ribera, cambrer de la reina Joana I, i senyor d'un majorat associat al seu cognom amb propietats a Madrid. Va succeir el seu pare en el càrrec de cambrer de la reina des de 1523, mentre que la seva germana, Catalina de Alarcón, i la seva esposa, van ser col·locades entre la companyia femenina de la reina. Després de la mort de la reina es va considerar a si mateix encarregat de les possessions de la reina Joana, que constituïen part del patrimoni reial.
És conegut per haver estat autor d'un inventari dels béns de la difunta reina que el 1565 va manar fer el seu net, el rei Felip II de Castella. En aquest sentit, va intentar compilar tota la informació sobre els articles que havien entrat i sortit de l'habitació de la reina des de 1509 a 1556.
Es va casar amb Marina Ramírez de Vargas, natural de Madrid, filla de Juan Ramírez de Robres i d'Ana de Vargas, amb qui va tenir quatre fills, els quals tots van estar al servei de la monarquia.